# Wat een dag
Chansons représentant les Pays-Bas au Concours Eurovision de la chanson
Wat een geluk
(1960) Katinka
(1962)
Wat een dag (« Quelle journée ») est une chanson écrite par Pieter Goemans, composée par Dick Schallies et interprétée par la chanteuse néerlandaise Greetje Kauffeld. Elle n'a pas été sortie en single.
C'est la chanson ayant été sélectionnée pour représenter les Pays-Bas au Concours Eurovision de la chanson 1961 le 18 mars à Cannes.

## À l'Eurovision
La chanson est intégralement interprétée en néerlandais, langue officielle des Pays-Bas, comme le veut la coutume avant 1966. L'orchestre est dirigé par Dolf van der Linden.
Wat een dag est la sixième chanson interprétée lors de la soirée du concours, suivant Neke davne zvezde de Ljiljana Petrović pour la Yougoslavie et précédant April, april de Lill-Babs pour la Suède.
À l'issue du vote, elle obtient 6 points et se classe 10e — à égalité avec Allons, allons les enfants de Colette Deréal pour Monaco et Valoa ikkunassa de Laila Kinnunen pour la Finlande — sur 16 chansons,.